# United States Air Force
Pour les articles homonymes, voir Air Force.
« USAF » redirige ici. Pour les autres significations, voir USAF (homonymie).
L'United States Air Force, souvent abrégé en US Air Force et USAF, en français : « Force aérienne des États-Unis », est la branche aérienne des Forces armées des États-Unis. Sa mission actuelle est la défense des États-Unis par le contrôle de l'air, de l'espace et du cyberespace.
Elle est initialement connue comme le United States Army Air Corps (USAAC) puis les United States Army Air Forces (USAAF), toutes deux dépendantes de l'US Army. Le National Security Act du 18 septembre 1947 a comme effet de faire de la force aérienne américaine une branche distincte sous le nom de US Air Force. Celle-ci reprend les missions et effectifs auparavant confiés aux US Army Air Forces. Elle était la dernière branche de l'armée américaine à avoir été formée jusqu'à l'annonce de la création de l'US Space Force le 20 décembre 2019.
L'USAF est, en 2008, la plus importante et la plus avancée technologiquement des armées de l'air dans le monde avec 5 778 avions en service, environ 156 drones, 2 130 missiles de croisière et 450 missiles balistiques intercontinentaux. L'USAF a 330 000 personnes en service actif, 74 000 dans la réserve et 105 708 dans la garde nationale aérienne. De plus, elle emploie 168 900 personnes civiles incluant l'emploi indirect de ressortissants étrangers.
Pour le budget de la Défense 2009, il était prévu que l'USAF reçoive 143,8 milliards de dollars américains et que son personnel actif soit de 316 600 personnes. En 2015, il est de 137,8 milliards de dollars au 2e rang des branches des forces américaines.
L'US Air Force dépend du département de la Force aérienne des États-Unis (United States Department of the Air Force), dirigé par le secrétaire à la Force aérienne, un civil. Ce département est l'un des trois départements militaires du département de la Défense des États-Unis, lequel est dirigé par le secrétaire à la Défense.

## Mission
Selon le National Security Act de 1947 (61 Stat. 502) qui a créé la US Air Force :

« En général, l'USAF devra comprendre une force aérienne de combat et de service qui n'est pas assignée pour d'autres missions. L'USAF devra être organisé, entraîné et équipé principalement pour des opérations aériennes offensives et défensives efficaces et durables. L'US Air Force sera responsable de la préparation des forces aériennes nécessaires pour le déroulement d'une guerre efficace et  de l'expansion des composants de l'US Air Force en temps de paix en vue des besoins d'une guerre. »

Le § 8062 du titre 10 du Code des États-Unis définit le but de l'US Air Force comme étant :
- préserver la paix et sécurité et fournir une défense pour les États-Unis, les territoires, le Commonwealth, les possessions ou n'importe quel territoire occupé par les États-Unis ;
- soutenir les politiques nationales ;
- mettre en œuvre les objectifs nationaux ;
- vaincre n'importe quelle nation responsable d'actes agressifs qui mettent en péril la paix et la sécurité des États-Unis[7].

La mission de l'USAF est aujourd'hui de fournir des options pour la défense des États-Unis d'Amérique et de ses intérêts globaux — voler et combattre dans l'air, l'espace et les cyberespaces.

## Historique
L'United States Air Force trouve son origine dans la formation, le 1er août 1907, d'une formation aéronautique au sein du Signal Corps (corps des transmissions) de la US Army. Le premier combat aérien de son histoire a lieu le 14 avril 1918 lorsque deux pilotes du 94th Aero Squadron (en) abattent deux avions de la Luftstreitkräfte à bord de leurs Nieuport 28. Il lui faudra attendre quarante ans avant d'obtenir son indépendance le 18 septembre 1947 malgré les nombreuses tentatives effectuées par les responsables des forces aériennes au cours de l'entre-deux-guerres.
Le rôle décisif tenu par l'aviation durant la Seconde Guerre mondiale – en particulier le fait qu'elle seule était capable de mettre en œuvre l'arme de dissuasion nucléaire : la bombe atomique – détermine la création de l'USAF à partir des United States Army Air Forces, corps semi-autonome qui regroupe à la mi-1945 plus de 2 250 000 hommes et dispose d'environ 20 000 avions. L'USAAF effectue durant cette guerre 2 362 800 sorties, largua 2,15 millions de tonnes de bombes (1,613 million en Europe et Afrique du Nord, 0,537 million de tonnes en Asie/Océanie) et perdit 22 948 appareils.
La démobilisation rapide au sortir de la guerre fait que, lors de sa mise sur pied en 1947, l'USAF ne comptait que 300 000 hommes et quelques groupes opérationnels.
Le début de la guerre froide et la supériorité numérique alors écrasante de l'Armée rouge incitèrent les États-Unis à se renforcer progressivement en donnant la priorité aux bombardiers stratégiques du Strategic Air Command (SAC) responsable de la mise en œuvre des armes nucléaires des États-Unis (jusqu'à ce que l'US Navy et l'US Army disposent également de leurs propres ogives au début des années 1950).

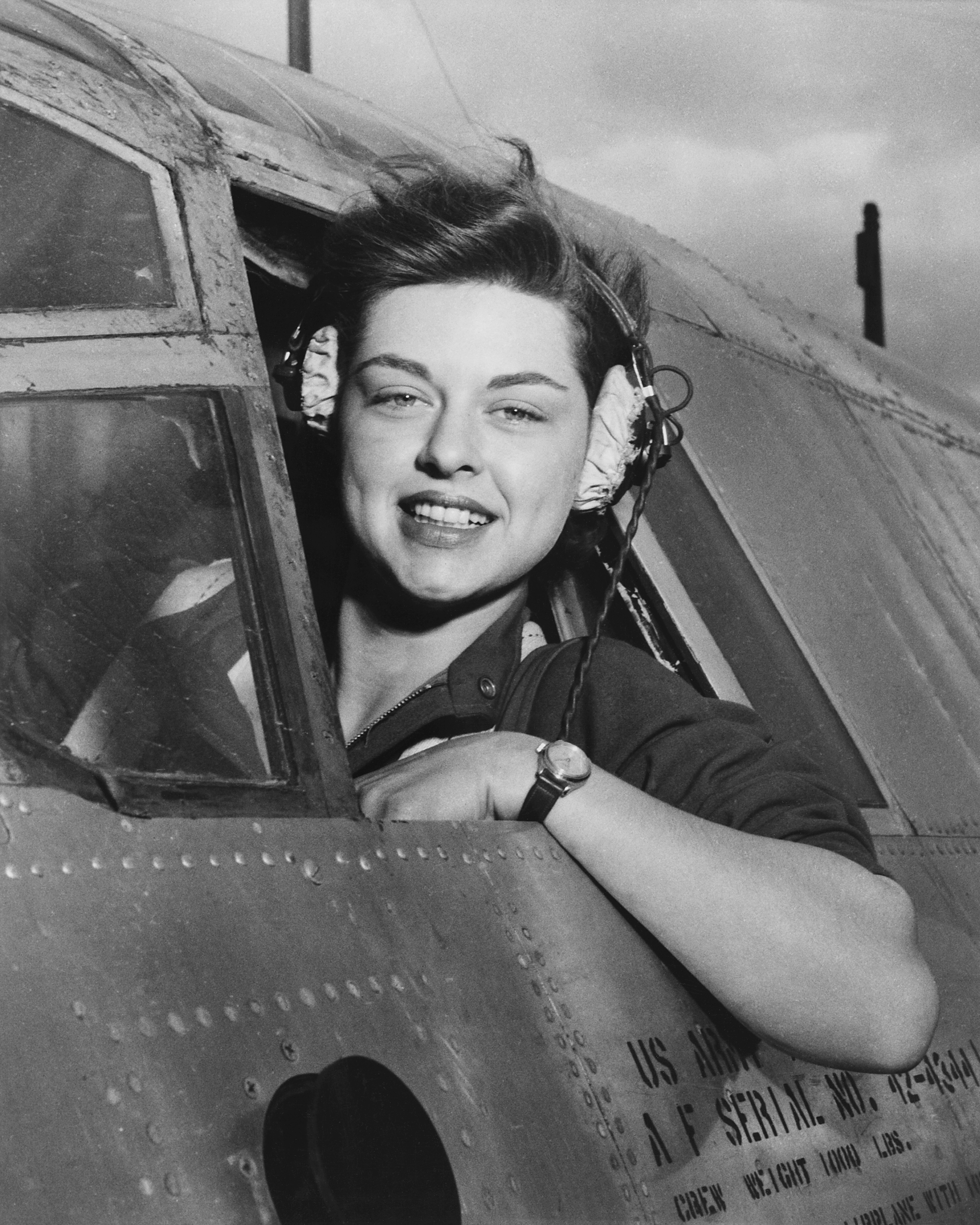
Elizabeth L. Gardner

En 1950, la guerre de Corée – qui fit craindre une nouvelle guerre mondiale – favorisa l'adoption d'une politique d'expansion rapide. On comptabilisa lors de ce conflit 710 886 sorties de l'USAF et la perte de 1 466 avions.
Pendant dix ans, l'USAF entretint des forces tactiques et stratégiques très importantes ( plus de 1 000 bombardiers à la fin des années 1950 – B-36, B-47 puis B-52) et un renouvellement rapide des chasseurs par des appareils de plus en plus sophistiqués (F-84, F-102, F-4…). Le début des années 1960 vit l'arrivée massive des ICBM qui détrônèrent peu à peu les bombardiers pilotés dans le cadre de la dissuasion ; il y eut un maximum de 1 054 missiles intercontinentaux en service dans les années 1970.
Lorsque les États-Unis s'engagèrent dans la guerre du Viêt Nam, le renforcement militaire s'opéra surtout en faveur du Tactical Air Command. Durant cette période, de 1962 à 1974, l'USAF déploya un maximum de 1 840 appareils - en 1969 -, envoya en République du Viêt Nam un maximum de 58 434 militaires - en 1968 -, déploya également en Thaïlande un pic de 35 791 hommes la même année, fit 5 226 701 sorties, utilisa 6,166 millions de tonnes de bombes, abattit 137 avions de l'Armée populaire vietnamienne et perdit 2 255 appareils dont un quart par accident.
La fin des opérations en Asie du Sud-Est entraîna une diminution rapide des effectifs : de 427 escadrons et 904 000 hommes en 1968 à 258 et 559 000 militaires en 1979.
Son effectif était de 510 000 personnels en 1991 lors de la guerre du Golfe qui vit une démonstration de puissance de l'aviation qui détruisit une large part du complexe militaro-industriel de l'Irak avec des pertes extrêmement réduites en utilisant une large gamme d'armements air-sol évolués. La disparition de l'URSS entraîna une réduction des budgets de la Défense en Occident et une baisse marquée des effectifs et du parc aérien. En 1992, eut lieu une vaste réorganisation des commandements de l'Air Force.

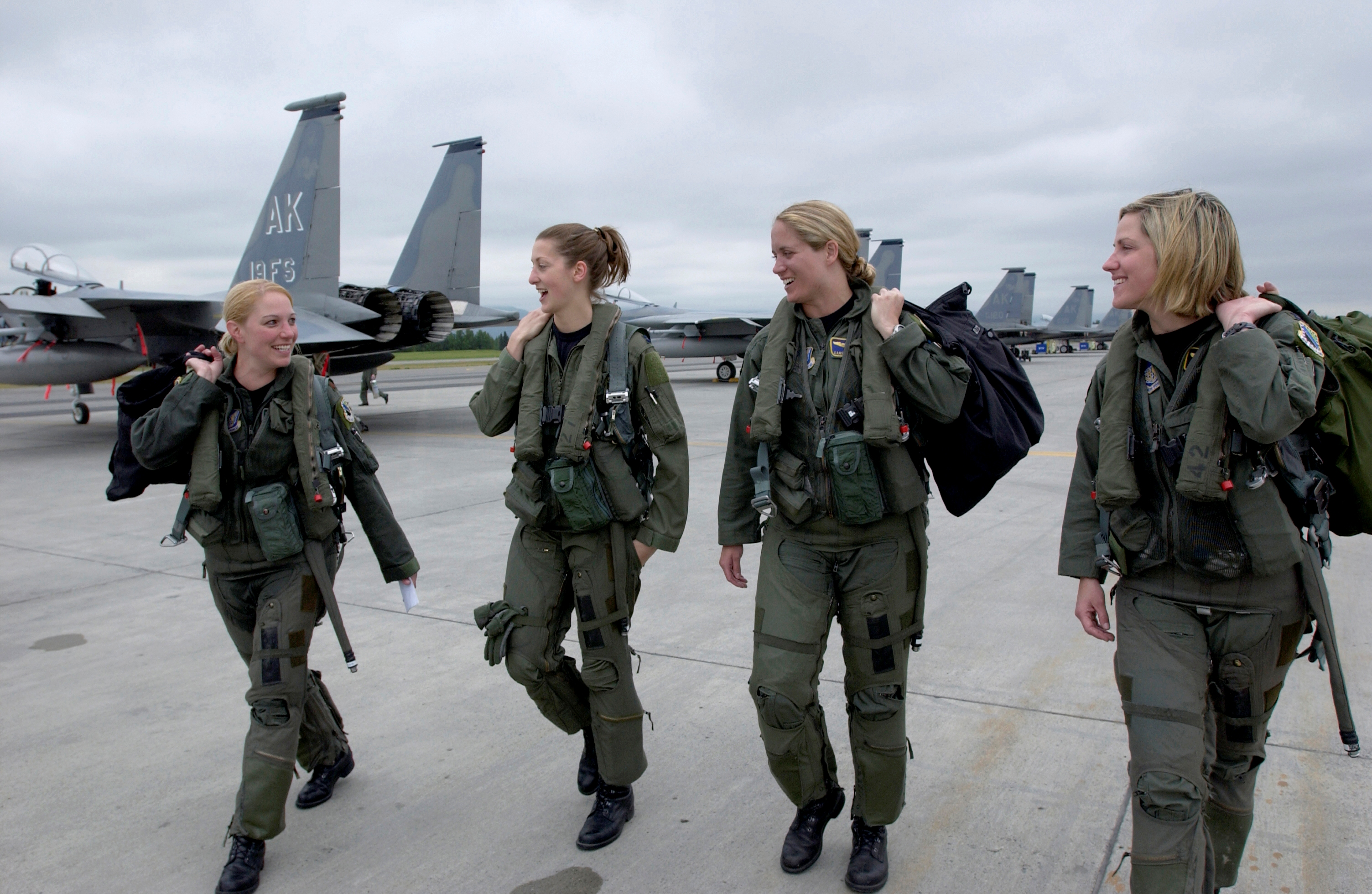
Des pilotes américaines du chasseur F-15 Eagle.

En 2003, l'opération liberté irakienne vit une nouvelle démonstration de puissance face à une armée irakienne affaiblie par un embargo.
En 2006, l'effectif était de 350 000 personnes et le vieillissement d'une bonne partie du parc aérien construit durant la guerre froide commença à se faire sentir, notamment avec le sort des chasseurs F-15A/B/C, à partir de novembre 2007, qui assuraient une part importante des missions de supériorité aérienne et qui présentaient des signes de vieillissement inquiétants.
En 2008, il y avait 14 000 pilotes dans l'USAF dont 3 700 sont pilotes de chasse parmi lesquels soixante-dix femmes.
Dans les années 2000, malgré la hausse du budget militaire sous la présidence de George W. Bush, le parc aérien continua à diminuer et le vieillissement de la flotte s'accentua, le prix unitaire des avions militaires augmentant de façon importante à chaque développement technologique.

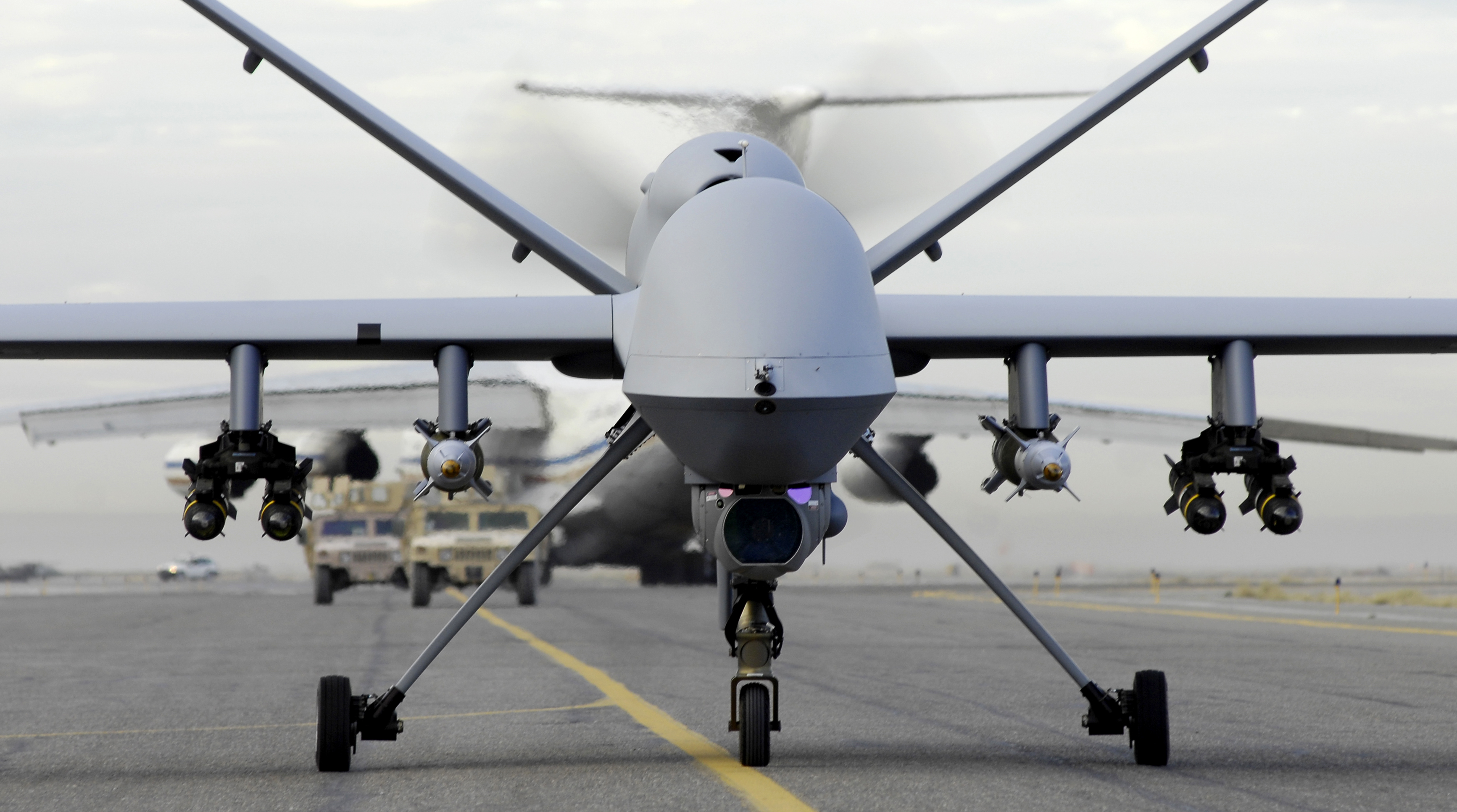
Le décollage d'un drone General Atomics MQ-9 Reaper en Afghanistan.

Durant l’année fiscale 2009, l'USAF prévoyait de retirer 188 aéronefs et d'en recevoir 117 dont 52 drones.
Au niveau nucléaire, il restait à cette date 450 ICBM Minuteman en alerte.
L'usage de drone de combat et de reconnaissance était en constante augmentation et en 2008 fut annoncée la mise en service de la première escadre uniquement équipée de ces engins. L'US Air Force avait formé 350 opérateurs de drones en 2011 contre 250 pilotes d'avion de combat.
Un rapport du Government Accountability Office (GAO) parue début 2009 observa de très grandes négligences dans la défense aérienne du territoire national. Le terme employé pour cette mission est ASA (Air Sovereignty Alert), où le terme souveraineté est essentiel puisqu'il désigne la sécurité fondamentale, l'intégrité de la nation.
| Année            | Nombre de chasseurs et d'avions d'attaque |
| ---------------- | ----------------------------------------- |
| 1988             | 2 789                                     |
| 2000             | 1 666                                     |
| 2012             | 1 493                                     |
| 2021 (prévision) | 1 157                                     |

Les perspectives sont extrêmement inquiétantes, puisque le GAO prévoit qu'en 2020, dans les conditions de projection des commandes d'avions de combat F-22 qui s'est arrêté à 187 appareils de série et F-35 fin 2008, onze des dix-huit « sites de mission ASA » pourraient n'avoir aucun avion à leur disposition. Le GAO fait un pronostic des restrictions considérables des capacités de combat aérien de l'USAF sur les quinze ans, compte tenu de la programmation projetée par l'USAF. En 2008, il y avait, selon le GAO, 2 325 avions de combat capables d'accomplir leurs missions (dont une part avec des restrictions). Compte tenu de l'arrivée actuellement programmée de nouveaux avions et du départ d'avions trop vieux pour continuer à voler, le chiffre tombera à 1 175en 2020 et à 1 100 en 2025.

### Précédentes organisations

Cocardes apparues sur les avions américains :
1. 5 1917 - 2 1918 2. 2 1918 - 8 1919 3. 8 1919 - 5 1942 4. 5 1942 - 6 1943 5. 6 1943 - 9 1943 6. 9 1943 - 1 1947 7. depuis 1 1947.

Les organisations précédentes de l'actuelle US Air Force sont :
- Aeronautical Division, U.S. Signal Corps (en), du 1er août 1907 au 18 juillet 1914.
- Aviation Section, U.S. Signal Corps (en), du 18 juillet 1914 au 20 mai 1918.
- Division of Military Aeronautics (en), du 20 mai 1918 au 24 mai 1918.
- United States Army Air Service, du 24 mai 1918 au 2 juillet 1926.
- United States Army Air Corps, du 2 juillet 1926 au 20 juin 1941.
- United States Army Air Forces, du 20 juin 1941 au 17 septembre 1947.

### Guerres et opérations majeures
- Première Guerre mondiale[16] Aviation Section, U.S. Signal Corps (en).
- Seconde Guerre mondiale[16] United States Army Air Forces.
- Guerre froide.
- Guerre de Corée.
- Guerre du Viêt Nam.
- Opération Eagle Claw.
- Opération Urgent Fury.
- Opération El Dorado Canyon.
- Opération Just Cause.
- Guerre du Golfe (1990-1991).
- Opération Northern Watch.
- Opération Southern Watch.
- Bombardement de la Bosnie-Herzégovine par l'OTAN en 1995.
- Guerre du Kosovo.
- Opération Enduring Freedom.
- Opération Iraqi Freedom.
- Opération Odyssey Dawn.

### Opérations humanitaires
L'US Air Force a pris part à plusieurs opérations à vocation humanitaire dont les principales sont :
- Opération Vittles, 1948-1949.
- Opération Safe Haven, 1956-1957.
- Opération Babylift, 1975, New Life, Frequent Wind et New Arrivals.
- Opération Provide Comfort, 1991.
- Opération Sea Angel, 1991.
- Opération Provide Hope, 1992-1993.
- Opération Unified Assistance, décembre 2004-avril 2005.
- Opération Allies Refuge, aout 2021.

## Organisation

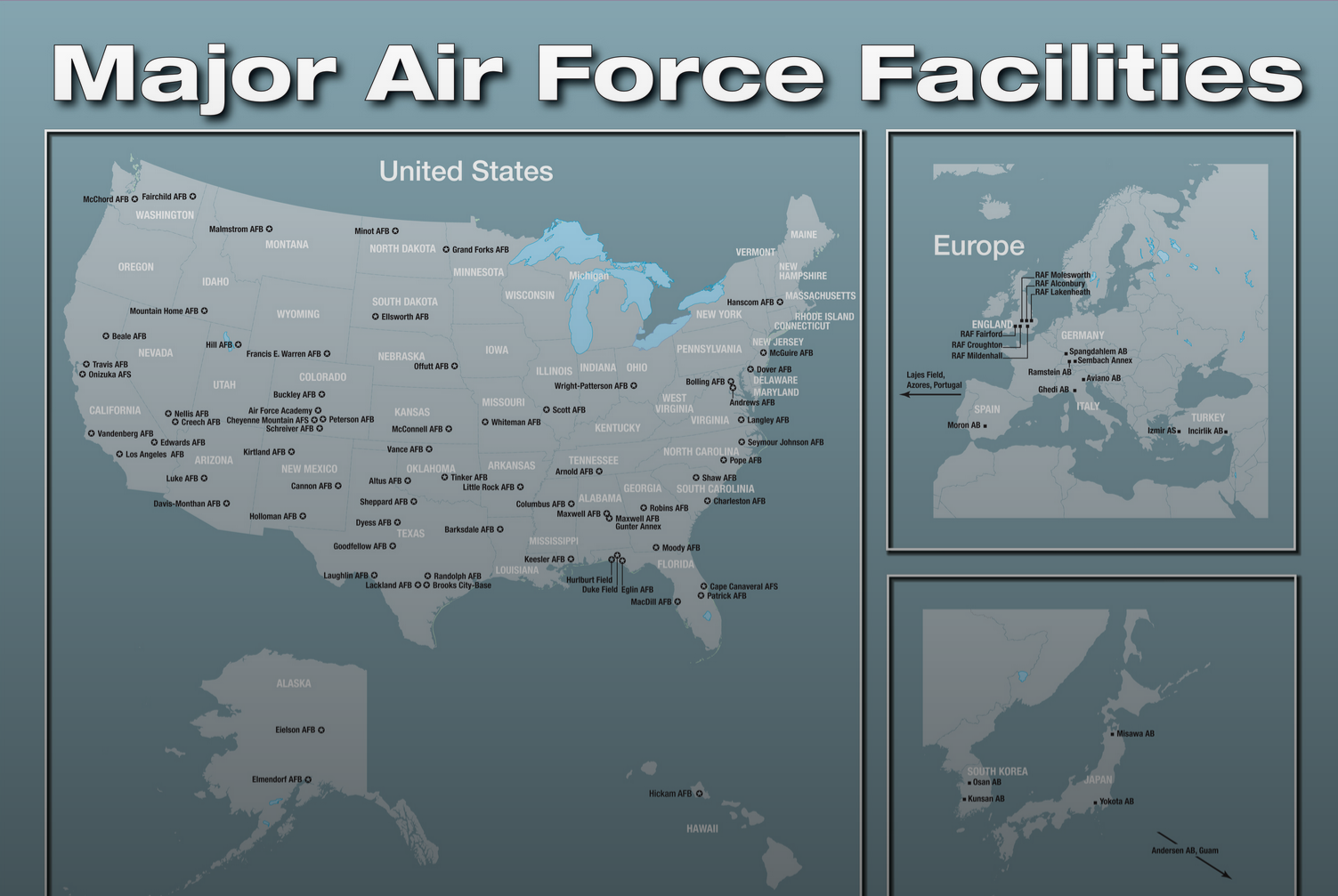
Cartes des principales bases de l'USAF a la fin des années 2010 avant le transfert de plusieurs sites a la Space Force dont Vandenberg à partir de fin 2019.

En 2009, un nouveau commandement chargé des missions nucléaires se met en place, il s'agit de l'Air Force Global Strike Command reprenant une partie des fonctions de l'ancien Strategic Air Command dissous en 1991. En décembre 2019, la création du United States Space Force reprenant les actifs spatiaux dont le Air Force Space Command change celle ci. 

### Structure des forces a début des années 2000

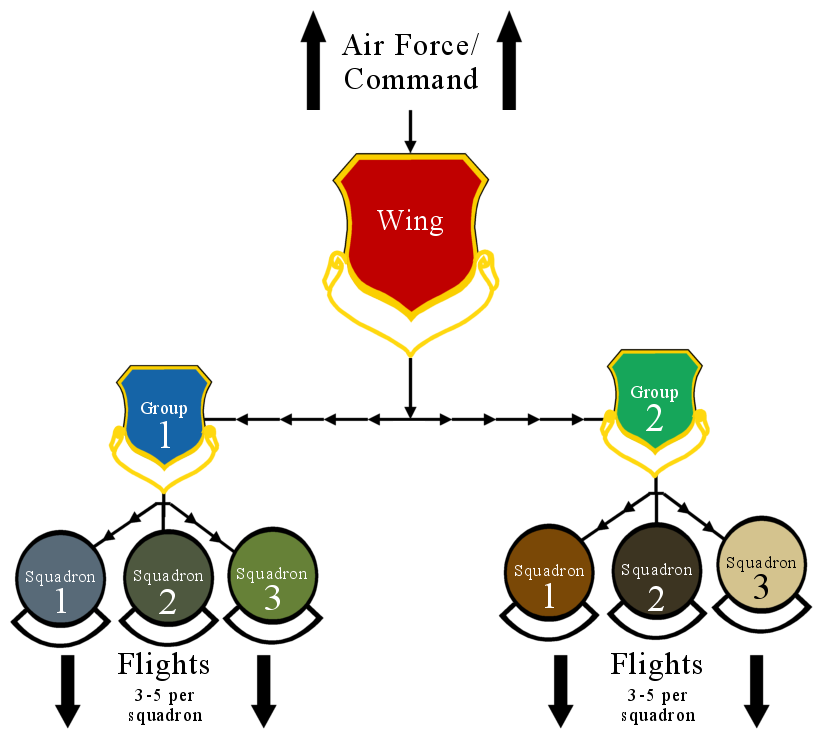
La structure normale d'une escadre (Wing) de la US Air Force avec ses groupes et ses escadrons.

Quartier-général, United States Air Force, Le Pentagone, Arlington, Virginie :
- Air Combat Command (ACC), quartier-général à Langley Air Force Base, Virginie.
  -  First Air Force (en), quartier-général à Tyndall Air Force Base, Floride.
  -  Ninth Air Force, quartier-général à Shaw Air Force Base, Caroline du Sud - U.S. Central Command Air Forces (en) depuis 2006.
  - , anciennement Twelfth Air Force, quartier-général à Davis-Monthan Air Force Base, Arizona - Air Forces Southern depuis 2006.
- Air Education and Training Command (AETC), quartier-général à Randolph Air Force Base, Texas.
  -  Second Air Force (en), quartier-général à Keesler Air Force Base, Mississippi.
  -  Nineteenth Air Force (en), quartier-général à Randolph Air Force Base (Texas).
- Air Force Global Strike Command (AFGSC), quartier-général provisoire à Barksdale Air Force Base (Louisiane).
  -  Eighth Air Force, quartier-général à Barksdale Air Force Base (Louisiane).
  -  Twentieth Air Force, quartier-général à F. E. Warren Air Force Base (en), Wyoming.
- Air Force Materiel Command (AFMC), quartier-général à Wright-Patterson Air Force Base (Ohio).
- Air Force Reserve Command (AFRC), quartier-général à Robins Air Force Base (Géorgie).
  -  Fourth Air Force (en), quartier-général à March Air Reserve Base, Californie.
  -  Tenth Air Force, quartier-général à Naval Air Station Joint Reserve Base Fort Worth, Texas.
  -  Twenty-Second Air Force (en), quartier-général à Dobbins Air Reserve Base (en) (Géorgie).
- Air Force Space Command (AFSPC), quartier-général à Peterson Air Force Base (Colorado).
  -  Fourteenth Air Force, quartier-général à Vandenberg Air Force Base, Californie.
  - Twenty Fourth Air Force (en), quartier-général à Joint Base San Antonio (en), Texas.
- Air Force Special Operations Command (AFSOC), quartier-général à Hurlburt Field, Floride.
  -  Twenty-Third Air Force (en), quartier-général à Hurlburt Field, Floride.
- Air Mobility Command (AMC), quartier-général à Scott Air Force Base, Illinois.
  -  Eighteenth Air Force (en), quartier-général à Scott Air Force Base, Illinois.
- United States Air Forces in Europe (USAFE), quartier-général à Ramstein Air Base, Allemagne.
  -  Third Air Force (en), quartier-général à Ramstein Air Base, Allemagne.
  -  Seventeenth Air Force (en), quartier-général à Sembach Annex, Allemagne.
- Pacific Air Forces (PACAF), quartier-général à Hickam Air Force Base, Hawaii.
  -  Fifth Air Force, quartier-général à Yokota Air Base, Japon.
  -  Seventh Air Force, quartier-général à Osan Air Base (Corée du Sud).
  -  Eleventh Air Force, quartier-général à Elmendorf Air Force Base (Alaska).
  -  Thirteenth Air Force, quartier-général à Hickam Air Force Base (Hawaii).

### Pour la période 2011-2015
L'examen quadriennal de la défense (en) 2010 (Quadrennial Defense Review) publié le 1er février 2010 donne entre autres le format alors prévu des forces pour la période 2010-2015. Mais en janvier 2012, on annonce des coupes dans le budget de la défense américain et la suppression d'un minimum de six escadrons de chasse et de 130 avions de transport.
Voici les prévisions alors annoncées pour l'USAF :
- huit équivalents d’escadron de renseignement, surveillance et reconnaissance (ISR)

(avec jusqu’à 380 aéronefs de mission principale)
- trente – trente-deux équivalents d’escadron de transport aérien et de ravitaillement en vol

(avec 33 aéronefs de mission principale par équivalent d’escadron)
- dix – onze équivalents d’escadron de frappe de théâtre

(avec 72 aéronefs de mission principale par équivalent d’escadron)
- cinq escadrons de frappe à longue portée

(avec jusqu’à 96 bombardiers)
- six équivalents d’escadron de supériorité aérienne

(avec 72 aéronefs de mission principale par équivalent d’escadron)
- trois escadrons de commandement et de contrôle et cinq centres d’opérations aériennes et spatiales entièrement opérationnels (avec un total de 27 aéronefs)
- dix escadrons dédiés à l'espace et au cyberespace.

### En 2018
En septembre 2018, elle dispose de 312 escadrons opérationnels :
| Fonction                                 | Nombre |
| ---------------------------------------- | ------ |
| Chasse                                   | 50     |
| Bombardement stratégique                 | 9      |
| Transport                                | 53     |
| Ravitaillement en vol                    | 40     |
| Recherche et sauvetage de combat         | 27     |
| Commandement et contrôle, reconnaissance | 40     |
| Drones de combat et de reconnaissance    | 25     |
| Forces d'opérations spéciales            | 20     |
| Missiles balistiques intercontinentaux   | 9      |
| Dédiés à l'espace                        | 16     |
| Cyberguerre                              | 18     |

## Aéronefs
L'United States Air Force possède plus de 5 000 aéronefs pilotés (hors drones) en 2025, contre 5 300 aéronefs en service en 2017 et 7 500 aéronefs en 2004.

Avions et hélicoptères opérés en 2017 par l'USAF :

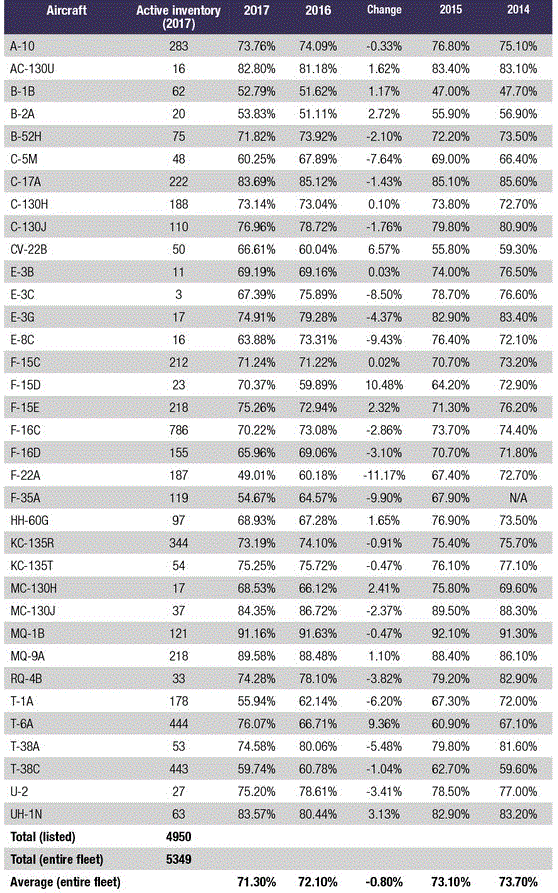
Les aéronefs en première ligne en 2017 et taux de disponibilité hors appareils très spécialisés tels le WC-135 et le E-11A.

### Attaque (air-sol)
- O/A-10A/C Thunderbolt II.
- AC-130H/U Spectre/Spooky II.

### Bombardiers

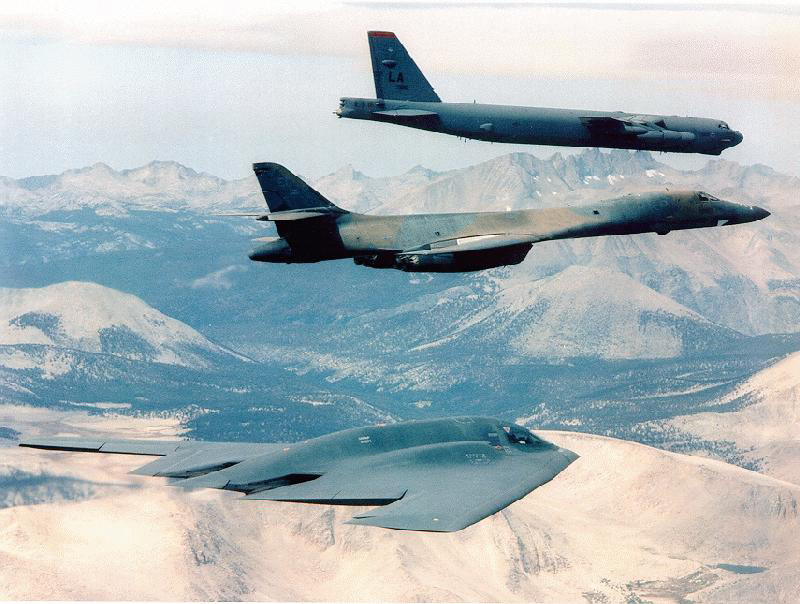
De bas en haut : le Northrop B-2 Spirit conçu dans les années 1980, le Rockwell B-1 Lancer conçu dans les années 1970 et le Boeing B-52 Stratofortress conçu dans les années 1950, les trois générations de bombardiers stratégiques en service dans l'USAF dans les années 2010.

- B-1B Lancer
- B-2A Spirit
- B-52H Stratofortress

### Transport, Opérations spéciales
- C-5A/B/C/M Galaxy
- C-12C/D/F Huron
- C-17A Globemaster III
- Gulfstream C-20
- C-21A Learjet
- C-22B
- VC-25A (Air Force One)
- C-26 Metro
- C-29A
- C-32A
- Gulfstream C-37A
- Douglas C-38
- C-40B Clipper
- C-41A Aviocar
- C-130E/H/J Hercules
- HC-130H/N
- LC-130H

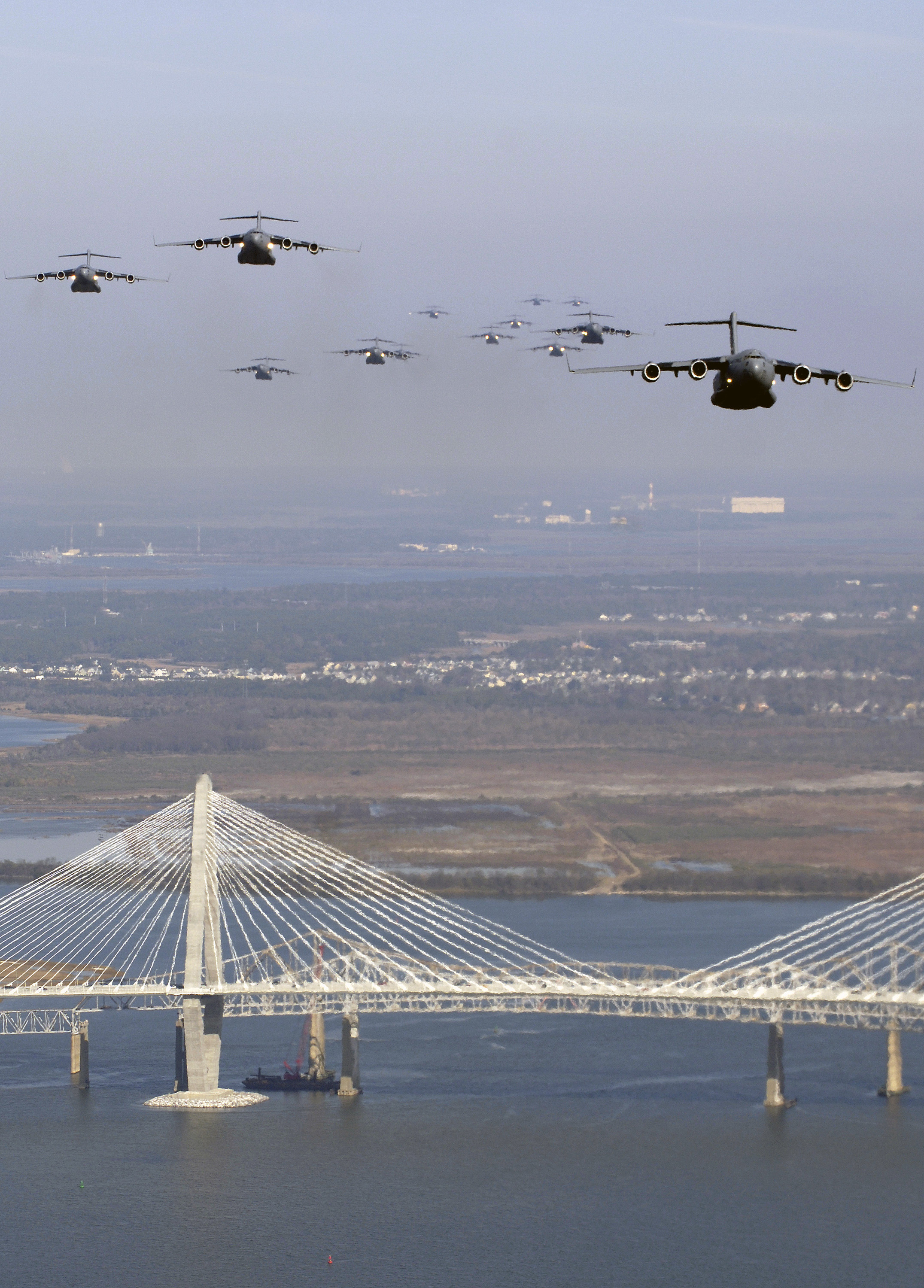
Le déploiement d'avions-cargos McDonnell Douglas C-17 Globemaster III en Caroline du Sud en juillet 2006. La capacité de projection logistique de la USAF est actuellement sans égal.

- MC-130E/H/W Combat Talon/Combat Spear
- WC-130J
- C-135C/E/K Stratolifter
- NC-135B/E/W
- CN-235-100[23]
- E-9A
- CV-22B Osprey
- TC-18E
- TC-135S/W
- WC-135C/W

### AWACS, Guerre électronique
- E-3B/C Sentry
- E-4B
- Northrop Grumman E-8C JSTARS (retiré du service le 15 novembre 2023)[24]

### Chasseurs
- F-15A/B/C/D Eagle
- F-15E Strike Eagle
- F-16C/D Fighting Falcon
- F-22A Raptor

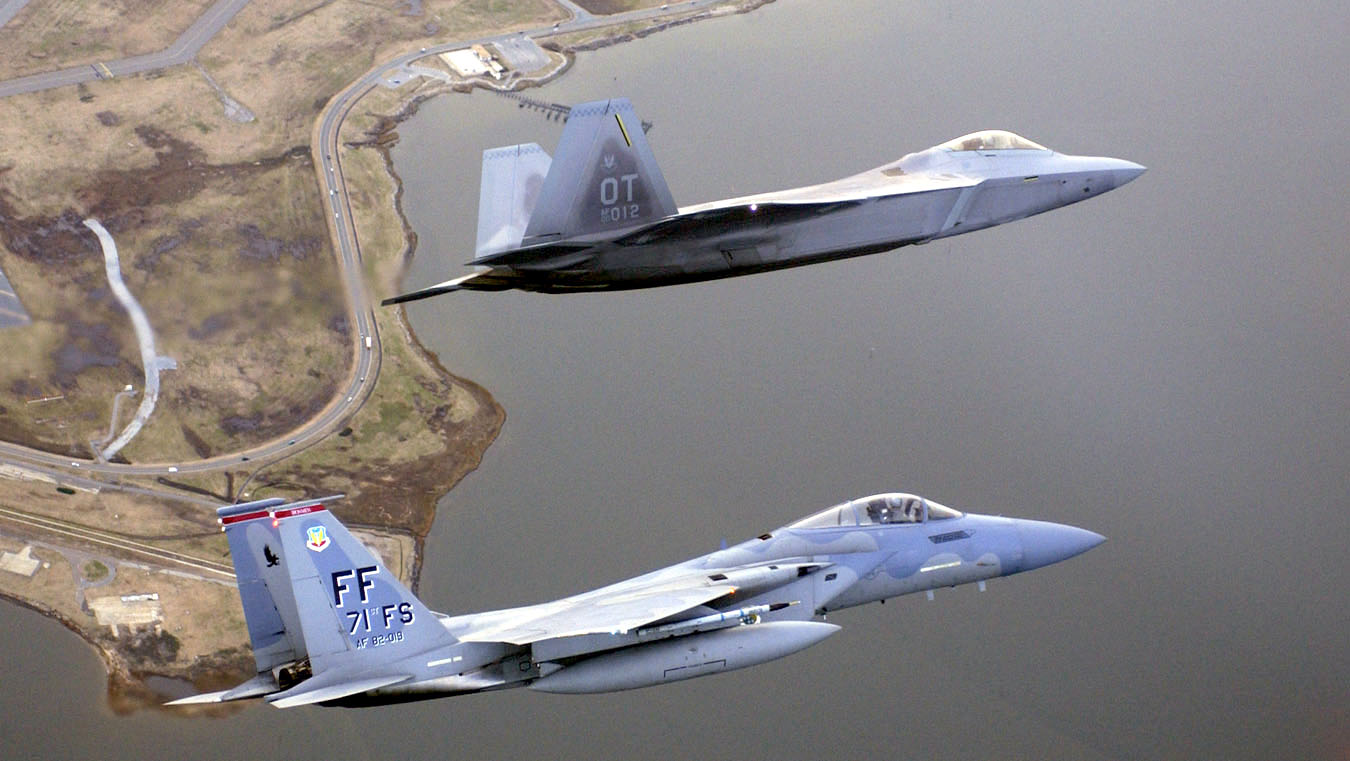
Un avion F-22 Raptor (en haut) et un F-15 Eagle (en bas).

- F-35A Lightning II (à partir de 2016 au plus tôt)[25]

### Hélicoptères
- HH-60G Pave Hawk
- UH-1 Iroquois
- AH-64 Apache
- MH-139 Grey Wolf (en essais depuis décembre 2019)[26]

### Ravitailleurs

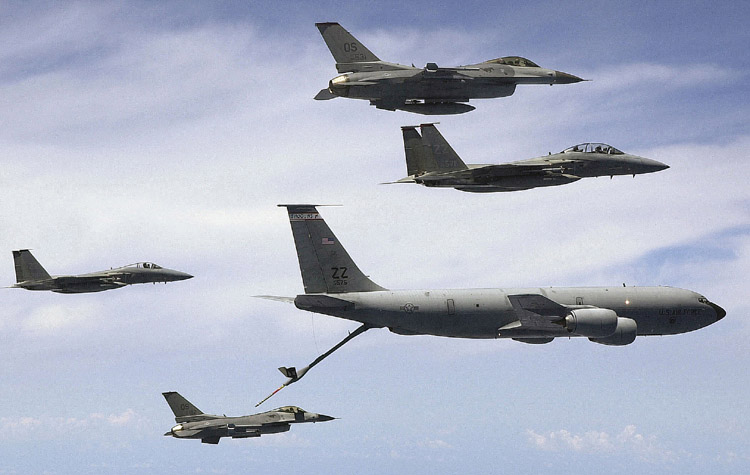
La force de l'USAF ne réside pas seulement dans ses appareils de combat comme ses F-15 et F-16, mais en grande partie dans les multiplicateurs de forces dont ceux-ci sont accompagnés tel les avions-ravitailleurs et les AWACS qui leur permettent de frapper loin et avec précision.

- KC-10A Extender
- KC-135E/R/T Stratotanker

### Reconnaissance
- Boeing OC-135
- M/RQ-1A/B Predator
- RQ-4A Global Hawk
- MQ-9 Reaper
- RC-135S/U/V/W
- Lockheed U-2R/S Dragon Lady
- Boeing WC-135 Constant Phoenix

### Avion d'entraînement
- North American NT-39A/B Sabreliner
- T-1A Jayhawk
- Beechcraft T-6 Texan II
- (A)T-38A/B/C Talon
- Boeing T-43
- TG-3A (en)
- TG-4A
- TG-9A
- TG-10B/C/D
- TG-11A
- TG-15A/TG-15B
- UC-26C
- UV-18A/B Twin Otter
- UV-20A Chiricua
- U-28A
- F-5 Freedom Fighter

## Force spatiale

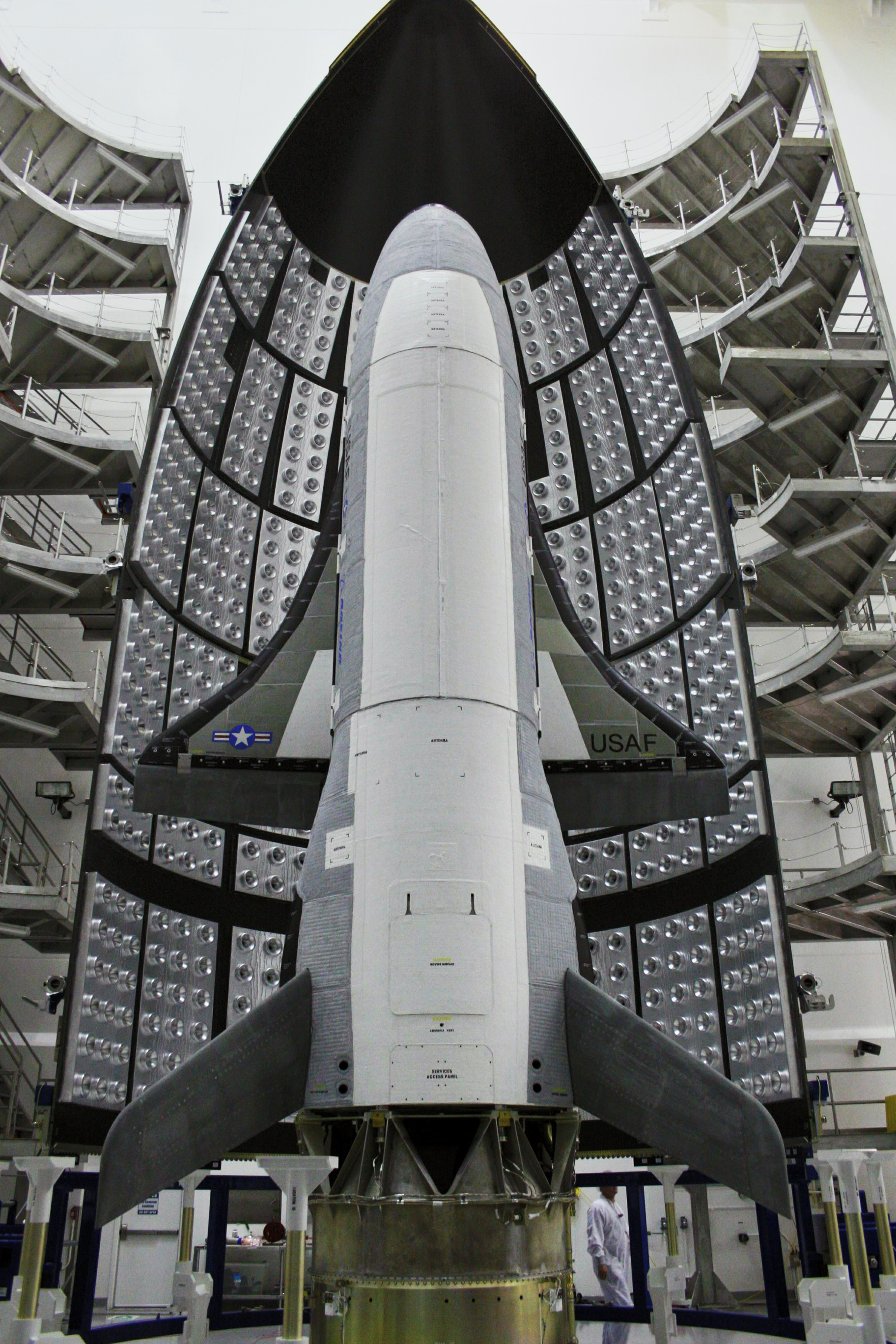
La navette spatiale Boeing X-37B sous sa coiffe.

L'USAF a été le principal utilisateur de satellites gouvernementaux au monde, et possède, dans les années 2010, deux navettes spatiales inhabitées Boeing X-37. L'United States Space Force a repris les missions spatiales en décembre 2019 lors de sa formation en tant que sixième arme des forces armées des États-Unis.
Voici quelques-unes des constellations de satellites artificiels exploitées par le Air Force Space Command qui opèrent souvent pour l'ensemble des forces armées américaines ; depuis 2020, ce commandement a été absorbé par la Space Force sous le nom de Space Operations Command :
- Advanced Extremely High Frequency
- Defense Meteorological Satellite Program
- Defense Satellite Communications System
- Defense Support Program
- Global Positioning System
- Milstar
- Space-Based Infrared System
- Wideband Global SATCOM

Au 30 novembre 2018, les États-Unis ont officiellement 167 satellites militaires et 170 autres gouvernementaux.
Les satellites militaires sont lancés, depuis 2002, dans le cadre du programme Evolved Expendable Launch Vehicle renommé en 2019, le National Security Space Launch par les lanceurs Delta IV et Atlas V qui sont rejoints par le Falcon 9 en 2015.

## Consommation énergétique
L'USAF est le plus grand consommateur de carburant du gouvernement fédéral, utilise en 2000 plus de 52 % de la Consommation énergétique des forces armées des États-Unis et utilise 10% du carburant d'aviation du pays (le JP-8 représentant 90% de ce volume). Cette consommation de carburant est ventilée comme suit : 82% en carburéacteur, 16% pour la gestion des installations et 2% pour les véhicules et équipements au sol.